# Себастіан Отоа
Себастіан Отоа (дан. Sebastian Otoa, нар. 13 травня 2004, Роскілле, Данія) — данський футболіст, центральний захисник італійського клубу «Дженоа».

## Ігрова кар'єра

### Клубна
Себастіан Отоа починав займатися футболом в академії столичного клубу «Копенгаген». У 2021 році він перебрався до клубу «Ольборг», де також продовжив грати в молодіжній команді.
11 вересня 2022 року Отоа дебютував за першу команду в матчах чемпіонату Данії. У липні 2023 року футболіст підписав з клубом контракт до літа 2027 року. За результатами сезону 2022/23 «Ольборг» вилетів до першого дивізіону, але вже в наступному сезоні повернувся до еліти.
16 січня 2025 року підписав контракт з клубом «Дженоа».

### Збірна
З 2023 року Себастіан Отоа є гравцем юнацьких збірних Данії.